# Peter Rosenzweig
Peter Rosenzweig (* 7. September 1890 in Mayen, Regierungsbezirk Koblenz; † 18. Januar 1952 in Berlin) war ein deutscher Politiker (SPD).
Peter Rosenzweig war ein Sohn eines Landwirts und Fuhrmanns. Er besuchte eine Volksschule und machte eine Lehre als Maurer und Steinmetz. Nach den Wanderjahren trat er 1914 der SPD und dem Deutschen Bauarbeiterverband bei. Im Ersten Weltkrieg wurde er eingezogen. Von 1917 bis 1918 besuchte Rosenzweig die Kunst- und Gewerbeschule sowie die Staatliche Baugewerkschule in Aachen und legte anschließend die Maurermeisterprüfung ab. Von 1921 bis 1922 studierte er an der Akademie der Arbeit (AdA) in Frankfurt am Main. Anschließend wurde er Angestellter beim Deutschen Bauarbeiterverband und später durch den Zusammenschluss der Verbände beim Deutschen Baugewerksbund in Trier und Koblenz. 1928 wurde Rosenzweig Mitglied des Zentralvorstands des Deutschen Baugewerksbunds in Hamburg und ein Jahr später in Berlin. Nach der „Machtergreifung“ der Nationalsozialisten wurde er 1933 zunächst arbeitslos, konnte aber ab 1935 als Polier und Bautechniker arbeiten. Am Ende des Zweiten Weltkriegs 1945 wurde er Bauführer bei der Organisation Todt und geriet schließlich in sowjetische Kriegsgefangenschaft.
Nach dem Krieg arbeitete Rosenzweig als Bauleiter beim Magistrat von Berlin und ab 1946 als hauptamtliches Vorstandsmitglied der IG Bau Berlin. Er wurde auch ehrenamtlicher Richter beim Arbeitsgericht Berlin. Bei der Berliner Wahl 1948 wurde er in die Stadtverordnetenversammlung von Groß-Berlin und gleichzeitig in die Bezirksverordnetenversammlung im Bezirk Wedding gewählt. Auch bei der folgenden Wahl 1950 wurde er nun in das Abgeordnetenhaus von Berlin gewählt, doch im Januar 1952 starb er. Sein Nachrücker im Parlament wurde daraufhin Gustav Pietsch.